# Melbourne (Iowa)
Pour les articles homonymes, voir Melbourne (homonymie).
La ville de Melbourne est située dans le comté de Marshall, dans l’État de l’Iowa, aux États-Unis. La population de la ville était en 2000 de 794 habitants.

## Galerie photographique

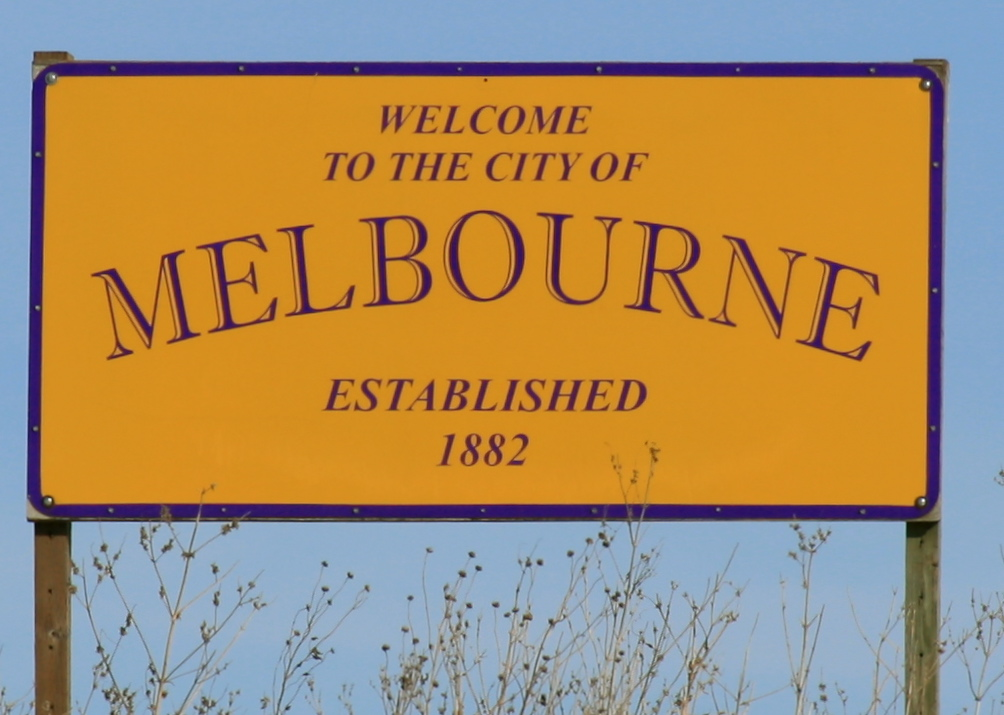
Panneau de bienvenue de Melbourne, sur la Highway 330
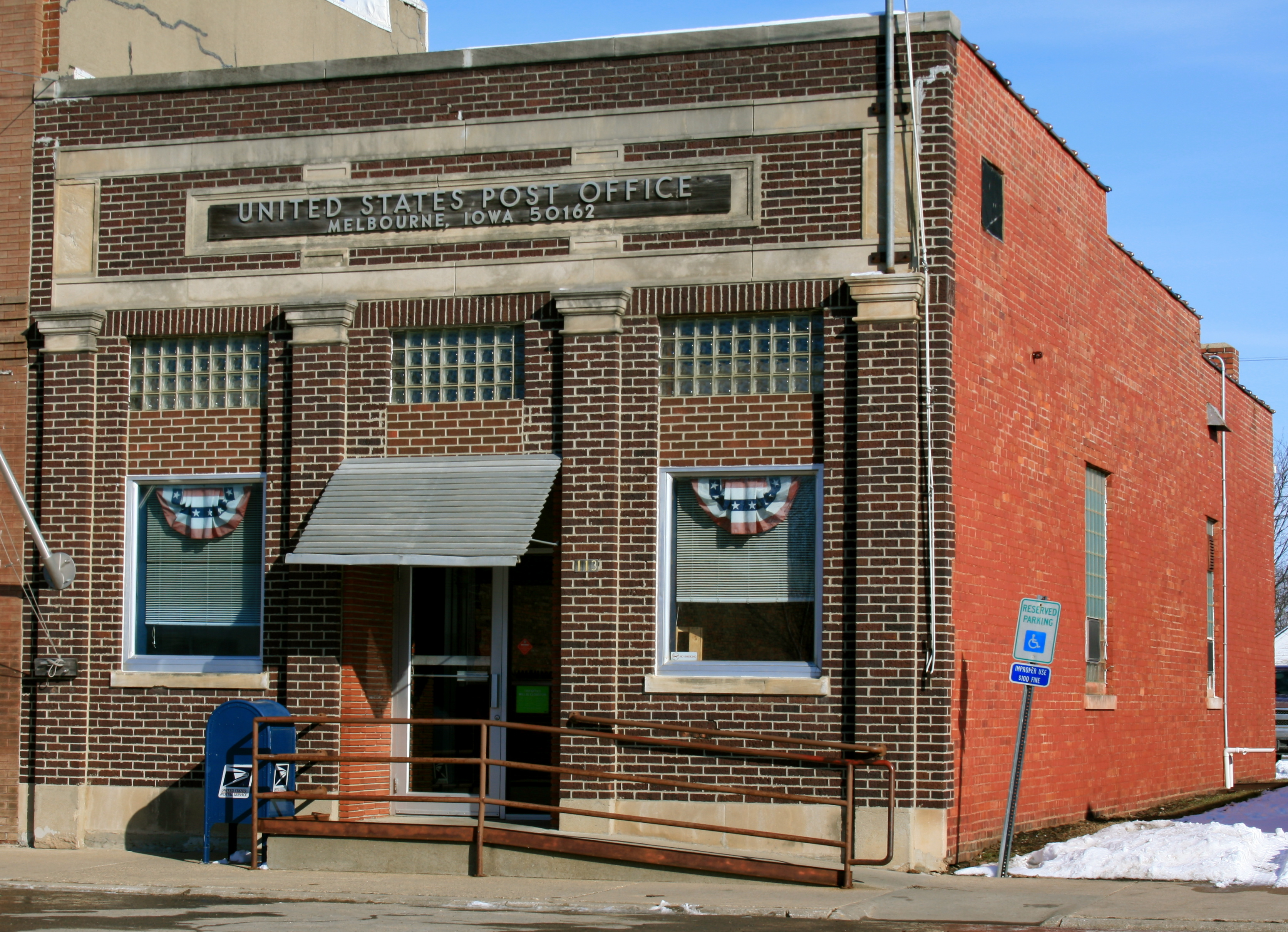
Le bureau de poste de Melbourne
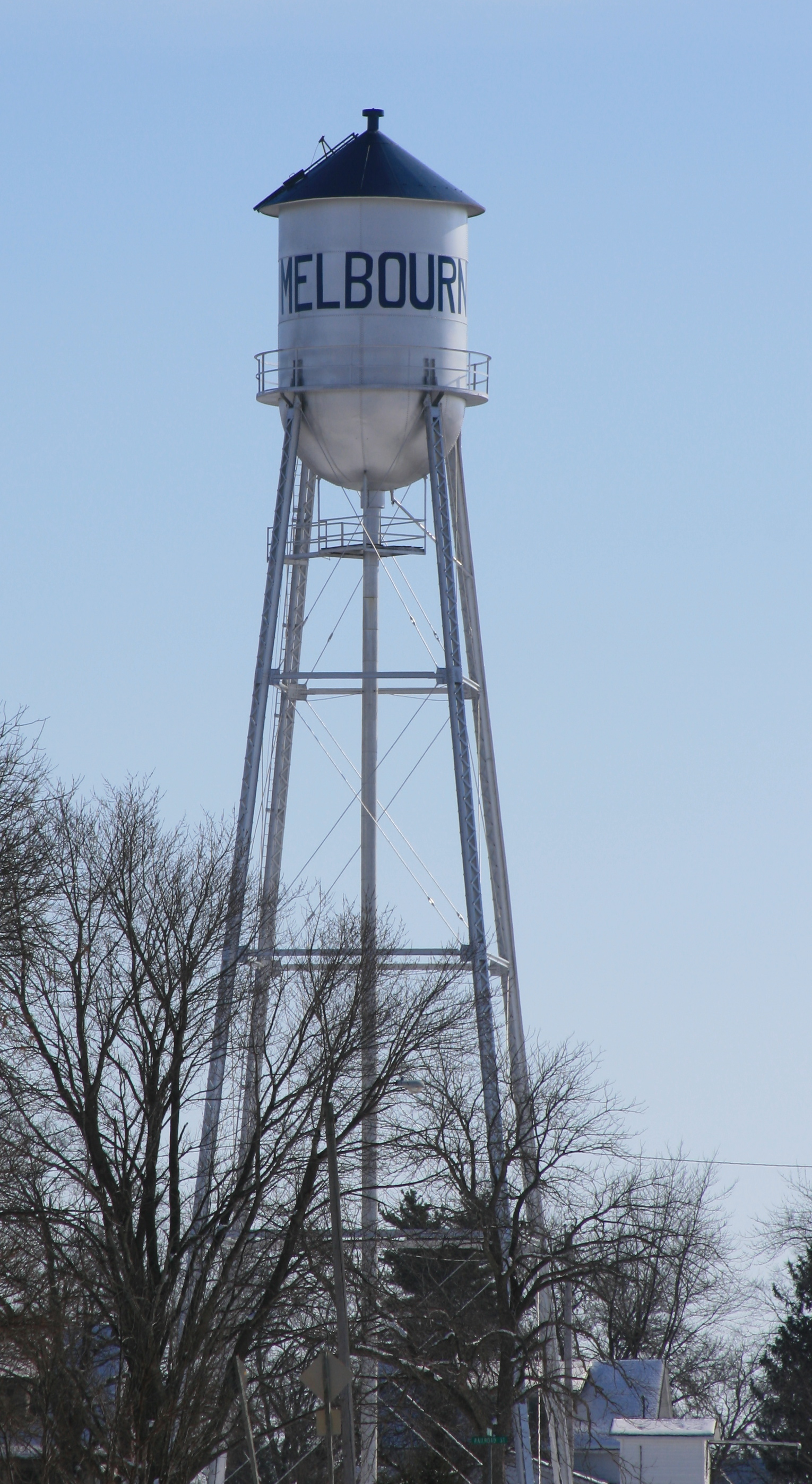
Le château d’eau de Melbourne

## Source
- (en) Cet article est partiellement ou en totalité issu de l’article de Wikipédia en anglais intitulé « Melbourne, Iowa » (voir la liste des auteurs).